# شلگهی
شلگهی، نام روستایی در استان خوزستان شهرستان دزفول می‌باشد.

## نام و پیشینه

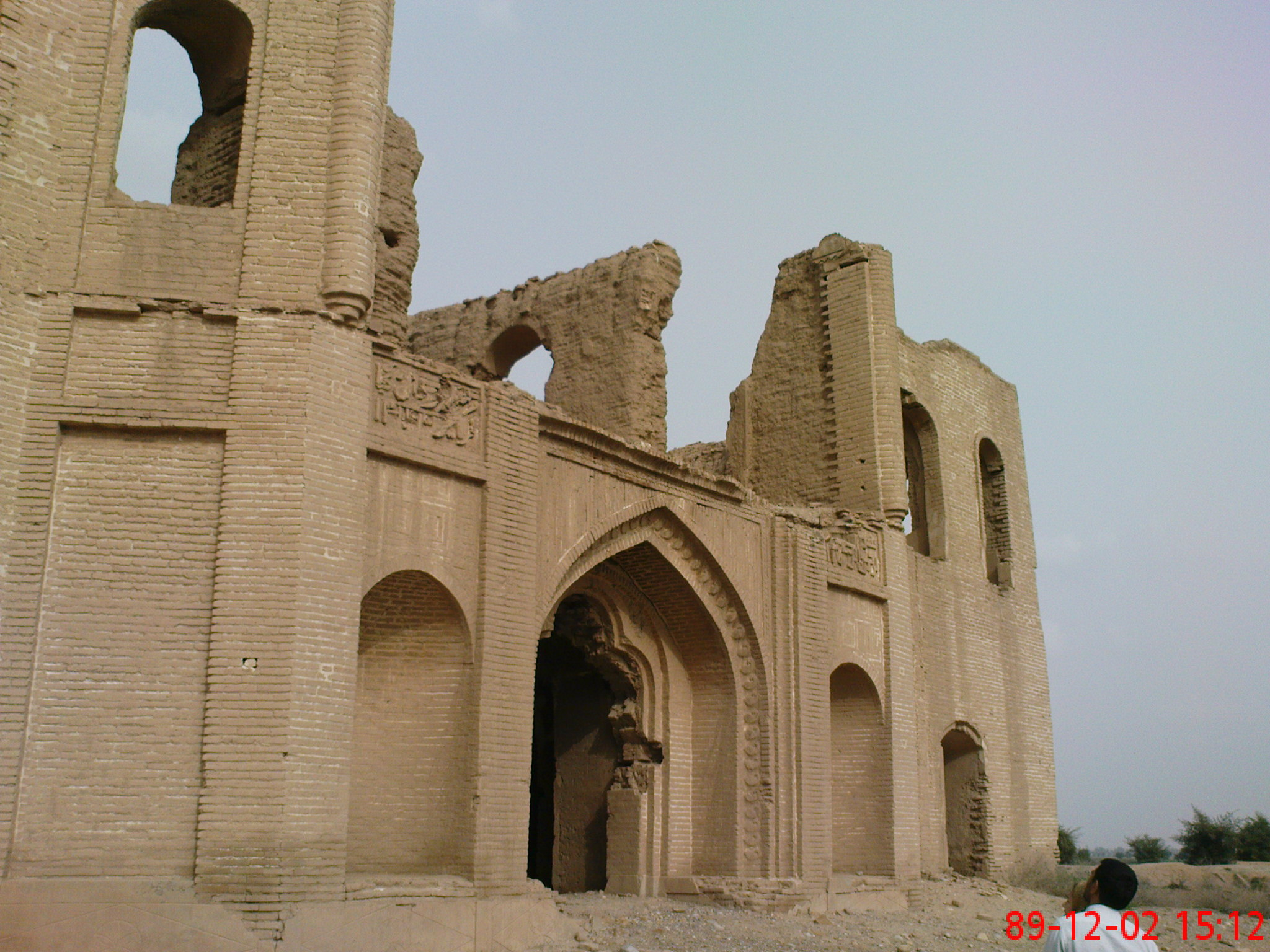
عمارت امیر مهمن خان صمصام

نام روستا در گذشته شلگهی بوده و از ترکیب دو واژۀ "شل" یعنی کیسه بزرگی که در گذشته محصول درو شده را درون آن به خرمن منتقل می‌کردند و واژۀ "گهی" به معنی زود و سریع تشکیل شده‌است که معنی این واژه مرکب یعنی جایی که شل سریع پر از محصول می‌شود که تاکیدی بر حاصلخیزی زمین‌های کشاورزی روستا است. البته به روایتی دیگر شلگهی ترکیب دو واژه "شل" و "گاهی" بوده که به مرور گاهی به گهی تغییر یافته‌است که به معنی جای قرار دادن شل‌ها است. در هر صورت اکنون سال‌هاست که نام شلگهی علیا بر پلاک ثبتی "۱۶۹۹" نهاده شده‌است و در لغت‌نامه دهخدا هم با نام شلگهی بالا نام آن ذکر شده‌است.   

## مردم
مردم این روستا به لری بختیاری سخن می گویند.

## موقعیت
شلگهی در بخش جلگه‌ای دزفول قرار دارد. روستا دارای گستردگی نزدیک به ۹۵۰ هکتار می‌باشد و از سمت شمال به شاه آباد از سمت جنوب به زمین‌های شلگهی صفلی و قلعه خلیل از سمت خاور به فضیلی و قلعه سردار و از سمت باختر به گلال (رودخانه) و چغاسرخ محدود می‌باشد.

## راه‌های دسترسی
راه‌های دسترسی به این روستا شامل دو راه آسفالته یکی از سمت سیاه منصور و دیگری از سمت چهار راه صفی آباد می‌باشد. همچنین راه شامل چهار جادهٔ شنی یکی از سمت امامزاده علی شلگهی یکی از سمت قلعه خلیل یکی از سمت قلعه سردار و یکی از سمت شاه آباد می‌باشد.

## وضعیت طبیعی شلگهی
شلگهی دارای پوشش گیاهی پراکنده (استپ) می‌باشد و بیشترین درختی که در شلگهی وجود دارد درخت کنار است که بیشتر به صورت خودرو در این سرزمین می‌روید ولی در باغچه‌های اهالی درختان پرتقال و نارنج و زیتون وخرما به چشم می‌خورد چون بیشتر زمین‌های روستا زیر کشت محصولات کشاورزی است در بیشتر زمان‌های سال روستا سرسبز است.
شلگهی از دید جغرافیایی در درازای جغرافیایی ** درجه و ** دقیقه خاوری و پهنای جغرافیایی** درجه و ** دقیقه شمالی گسترده شده‌است و بلندای آن از روی دریا ** متر می‌باشد. شلگهی مانند بیشتر جاهای خوزستان دارای آب و هوای گرم و شرجی می‌باشد و تابستانی گرم و زمستانی مدیترانه‌ای دارد. میانگین بارش سالانه باران ۲۵۰ میلی‌متر و میانگین دما ۳ درجه سانتی‌گراد در زمستان و ۴۹ درجه سانتی‌گراد در تابستان می‌باشد.

## جمعیت
این روستا در دهستان چغامیش قرار دارد و براساس سرشماری مرکز آمار ایران در سال ۱۳۸۵، جمعیت آن ۱٬۴۲۳ نفر (۳۱۶خانوار) بوده‌است و بیشتر آن‌ها در شلگهی علیای قدیم سکونت داشته‌اند.

## نوروز در شلگهی
در شلگهی همچون دیگر جاهای ایران، نوروز گرامی‌ترین روز سال و بزرگترین عید مردم است. در شلگهی مردم پیش از پایان سال به خانه تکانی پرداخته و به مرتب کردن خانه و زندگی خود می‌پردازند. قبل از شروع سال نو برای خود و خانواده لباس نو می‌خرند و شیرینی و دیگر تنقلات نوروزی فراهم می‌کنند. حدود دو هفته قبل از پایان زمستان و آغاز رسمی نوروز اقدام به کاشت سبزه نوروزی که بیشتر گندم است می‌کنند. در شلگهی رسم است که پدران به دختران و برادران به خواهران و شوهران به همسران خود عیدی می‌دهند و این عیدی قبل از آغار سال نو باید داده شود. آخرین چهارشنبه سال: در شلگهی نیز مانند بیشتر جاهای ایران، چهارشنبه سوری به شکل پراکندهٔ برگزار می‌شود. این مراسم که بیشتر به شکل افروختن آتش و ترقه بازی است در بین جوانان و نوجوانان، علاقه‌مندان فراوانی دارد. پنجشنبه آخر سال: آخرین شب جمعه سال به نام عید مردگان یا علفه مُرده‌ها معروف است. در این روز اکثر مردم از صبح اقدام به پختن حلوا و کلوچه و نان محلی یا نان تیری می‌کنند. حلوا را در نان تیری می‌گذارند و بین خانه‌های اهالی تقسیم می‌کنند. در بعد از ظهر این روز هم مردم به مکان امام‌زاده علی شلگهی یعنی محل دفن اکثر متوفیان روستا و روستاهای هم جوار می‌روند و بر روی قبور در گذشتگان سبزه و حلوا میوه می‌گذارند و اقدام به خواندن قرآن و فاتحه برای درگذشتگان می‌کنند. این مراسم و گردهمایی از شلوغترین آیین‌های سال محسوب می‌شود. شب سال نو: در شلگهی رسم بر این است که هر کس شب سال نو باید خانه خودش باشد پس هر کس هر کجا باشد خود را به خانه می‌رساند. اغلب شام شب سال نو در شلگهی باقلاپلو است آن هم باقلا تازه محصول خود روستا این سفره و این شام به یاد ماندنی‌ترین سفره و غذای سال است. تحویل سال: در شلگهی نیز مانند تمام سرزمین‌های ایرانی مردم قبل از تحویل سال نو، سفره هفت سین پهن می‌کنند. سفره هفت سینی زیبا با سبزه و سمنو و سماق وسیب و سرکه وسکه و سنبل و ماهی قرمز و قرآن و‌... سفره‌ای سراسر مهر و صفا و دوستی قبل از لحظه تحویل سال پدر شروع به خواندن قرآن می‌کند. مادر هم شروع به خواندن دعا برای همه می‌کند. بعد همه از تلویزیون یا رادیو لحظه آغاز سال نو آگاه می‌شوند. آنجا که می‌گوید: آغاز سال‌.....‌خورشیدی. بعد همه به هم شاد باش عید و آرزوی تندرستی و پیروزی می‌دهند. روز نوروز در گذشته رسم براین بود که صبحگاه روز عید مردم به خانه شهدا و کسانی می‌رفتند که در سال قبل از دنیا رفته‌اند و عید مبارکی و سر سلامتی به آن‌ها می‌دادند ولی از سال 1390خورشیدی این رسم برداشته شد و برای همه یک مراسم دو ساعته در مسجد روستا برگزار می‌کنند. بعد از مراسم صبح بیشتر مردم به خانه بزرگترهای خاندان رفته و به آن‌ها شاد باش نوروزی می‌دهند و سالی خوش را آرزو می‌کنند. بزرگترها هم با آجیل و شیرینی از میهمانان پذیرایی می‌کنند و به بچه‌ها عیدی می‌دهند.

## فیلم خاک
خاک نام فیلمی به کارگردانی و نویسندگی مسعود کیمیایی محصول سال ۱۳۵۲ ایران است. فیلم‌نامهٔ این فیلم را مسعود کیمیایی بر اساس رمان آوسنه بابا سبحان نوشتهٔ محمود دولت‌آبادی نوشت.
فیلمبرداری بخش‌هایی از این فیلم در عمارت امیربهمن خان واقع در روستای شلگهی انجام شد که به عنوان خانه همسر فرنگی ارباب از آن استفاده شده‌است.

## نگارخانه

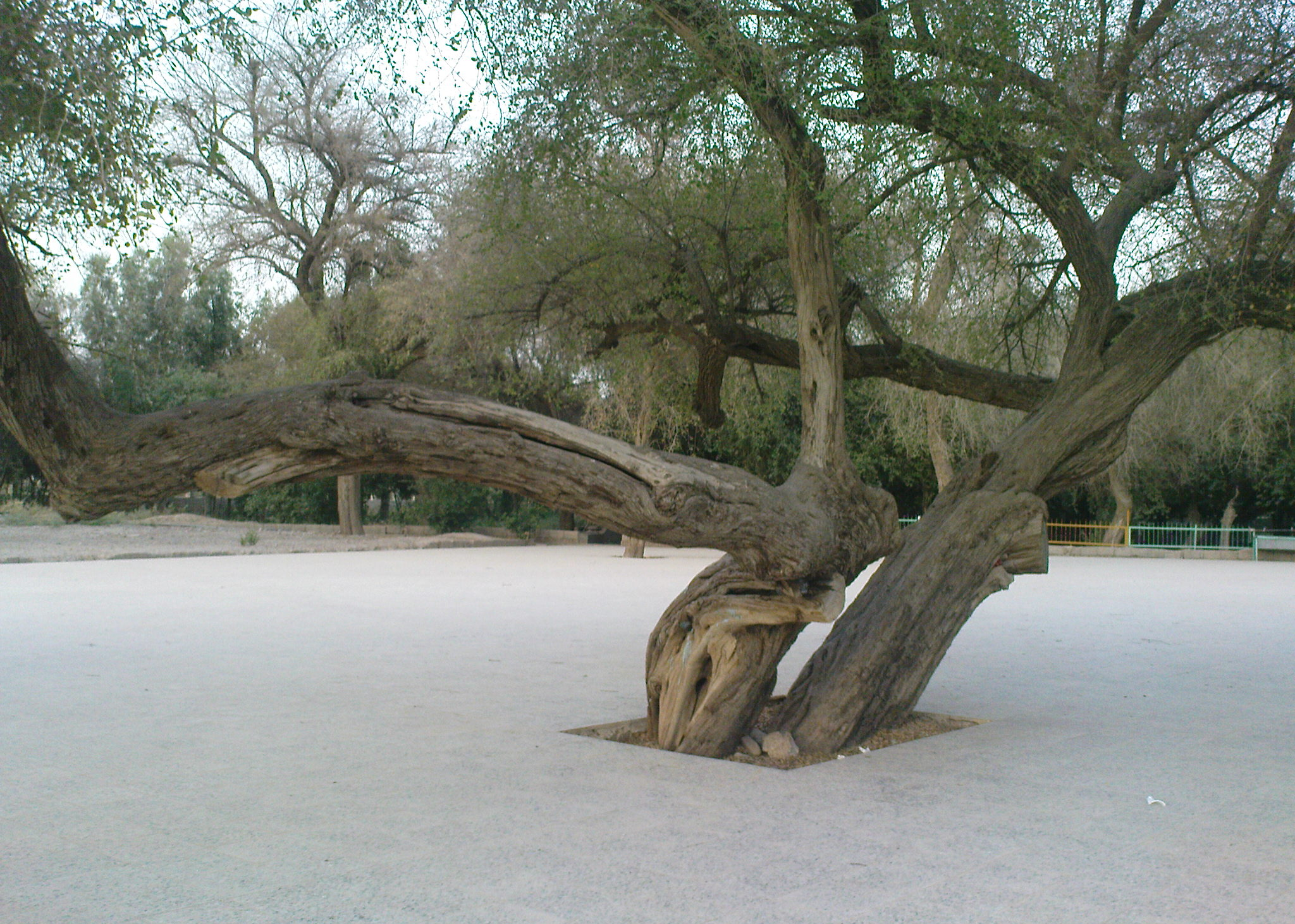
درخت کنار علی شلگهی
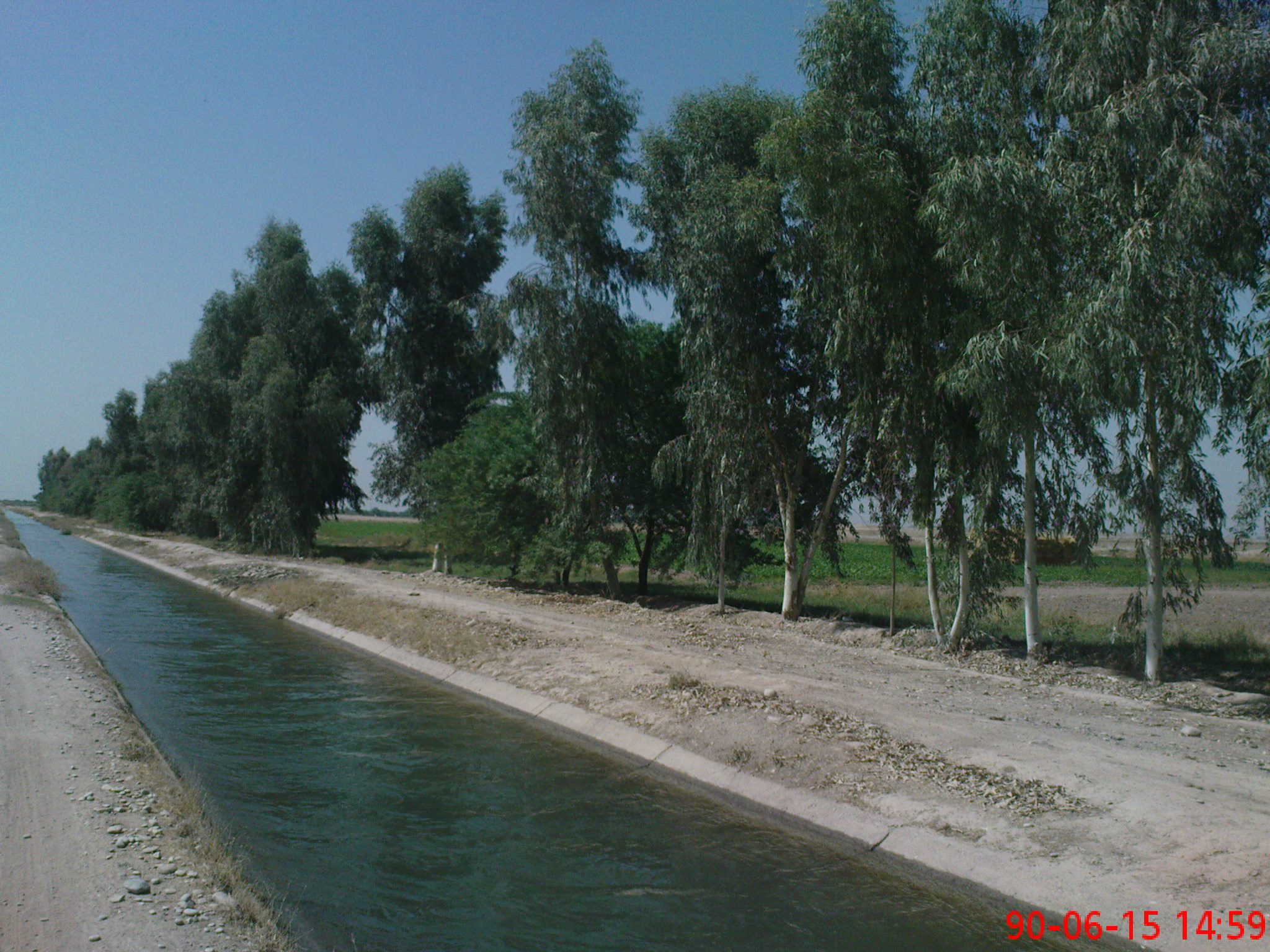
کانال آب شلگهی